# Silseong
Silseong (†417) was maripgan, provinciaal heerser van Silla (Korea) van 402 tot 417. Silla was een vazalstaat van Koguryo.
Toen maripgan Naemul in 402 stierf, waren zijn kinderen nog te jong om hem op te volgen. Koning Gwanggaeto van Koguryo stelde Silseong aan als tijdelijk regent. Silseong huwde zijn dochter uit met de oudste zoon van Naemul, Nulji. Beetje bij beetje schakelde hij leden van de Silladynastie uit om een eigen dynastie op te richten. De opvolger van Gwanggaeto, Jangsu greep in en liet Silseong executeren. Hij werd in 417 door Nulji opgevolgd.